# 10 июля
10 июля — 191-й день года (192-й в високосные годы) по григорианскому календарю.
До конца года остаётся 174 дня.
До 15 октября 1582 года — 10 июля по юлианскому календарю, с 15 октября 1582 года — 10 июля по григорианскому календарю.
В XX и XXI веках соответствует 27 июня по юлианскому календарю.

## Праздники и памятные дни
См. также: Категория:Праздники 10 июля

### Национальные
- Багамские Острова — День независимости;
- Мавритания — День вооружённых сил[2];
- Монголия — День государственного флага[3];
- Россия — День воинской славы (годовщина победы русской армии над шведами в Полтавском сражении, которое состоялось 8 июля 1709 года);
- Япония — День натто.

### Региональные
- Великобритания, Ковентри — День прекрасной леди Годивы (1040).

### Религиозные
Православие
- Память преподобного Сампсона Странноприимца (ок. 530);
- память праведной Иоанны Мироносицы (I в.);
- обретение мощей преподобного Амвросия Оптинского (1998);
- память преподобного Серапиона Кожеезерского (1611);
- память преподобного Севира Валерийского (Италийского), пресвитера (VI в.)[6];
- память преподобного Георгия Иверского, Святогорца (1065);
- память преподобного Мартина Туровского (после 1146);
- память священномучеников Александра Сидорова и Владимира Сергеева, пресвитеров (1918);
- память священномученика Петра Остроумова, пресвитера (1939).

### Именины
- Католические: Амелия, Антон, Филипп.
- Православные: Владимир, Георгий, Егор, Иван (Иоанн), Иоанна, Самсон, Серапион, Юрий.

## События
См. также: Категория:События 10 июля

### До XIX века
- 138 — Антонин Пий стал римским императором.
- 420 — полководец Лю Юй объявил себя императором Лю Сун (Сун)[7].
- 645 — принц Нака-но-Оэ и его соратники убили Сога-но Ируку в императорском дворце.
- 1040 — согласно легенде, леди Годива проехала обнажённой по городу Ковентри верхом на лошади, чтобы заставить своего мужа, графа Леофрика, снизить непосильные для горожан налоги. Благодарные потомки установили в городе памятник леди Годиве и отмечают этот день как праздник.
- 1499 — корабль «Берриу» под командой Николау Куэлью из флотилии Васко да Гама, открывшей морской путь в Индию, первым возвратился в Лиссабон спустя два года после начала экспедиции. Да Гама на «Сан-Габриэле» разлучился с «Берриу» у островов Зелёного Мыса во время шторма и прибыл на родину в сентябре.
- 1547 — во Франции прошла последняя официально разрешённая королём дуэль. Причиной дальнейшего запрета дуэлей были частые смертельные случаи. Несмотря на запрет, дуэли продолжались столь же часто, как и прежде. Поэтому в 1566 году король Карл IX был вынужден издать указ, которым к смертной казни приговаривался любой участник дуэли.
- 1592 — Имдинская война: Ли Сунсин разбил японский флот в битве при Танпхо.
- 1609 — немецкие католические князья создали Католическую лигу для борьбы с Реформацией.
- 1703 — в День Петра и Павла в центре крепости Санкт-Петербург на Заячьем острове заложена деревянная церковь во имя Святых Апостолов Петра и Павла. Спустя 11 лет на её месте был заложен каменный собор, освящённый в 1733 году также в День Петра и Павла.
- 1790 — при допросе издатель книги «Путешествие из Петербурга в Москву» назвал имя автора — Александр Радищев.
- 1796 — немецкий математик Карл Фридрих Гаусс открыл, что любое натуральное число может быть представлено как сумма не более чем трёх треугольных чисел и сделал запись в своём дневнике: «Heureka! num= Δ + Δ + Δ.»

### XIX век
- 1810 — в Москве открыт Странноприимный дом, построенный графом Николаем Шереметевым, (с 1929 — Московский НИИ скорой помощи имени Н. В. Склифосовского).
- 1847 — в США прибыли 35 первых китайских эмигрантов.
- 1873 — после бурной ссоры в Брюсселе пьяный Поль Верлен выстрелил в Артюра Рембо, легко ранив того в запястье.
- 1877 — завершилась оборона русскими войсками крепости Баязет.
- 1878 — в Англии впервые футбольный арбитр во время матча использовал свисток (до этого судьи кричали).
- 1890 — Вайоминг стал 44 штатом США.

### XX век
- 1908 — голландский физик Хейке Камерлинг-Оннес получил жидкий гелий.
- 1918 — на V Всероссийском съезде Советов в Москве принята первая Конституция РСФСР.
- 1919 — окончание Сиамской оккупации Германии.
- 1925
  - Начался «Обезьяний процесс» — суд над учителем Джоном Скоупсом (John Thomas Scopes), который на своих лекциях излагал основы теории эволюции Чарльза Дарвина.
  - Постановлением Президиума ЦИК и Совнаркома СССР создано ТАСС — Телеграфное агентство Советского Союза.
  - По маршруту Москва — Улан-Батор — Пекин стартовали шесть самолётов — первый большой перелёт советских лётчиков. За семь дней самолёты покрыли расстояние 6476 км.
- 1930 — основан Московский государственный библиотечный институт (ныне — Московский государственный университет культуры и искусств).
- 1931 — Политбюро ЦК ВКП(б) постановило освободить из тюрем несколько тысяч инженеров и техников.
- 1934 — образован НКВД СССР.
- 1935 — принято постановление «О Генеральном плане реконструкции Москвы». В нём сказано: «…строить и создавать высококачественные сооружения для трудящихся, чтобы строительство столицы СССР и архитектурное оформление столицы полностью отражали величие и красоту социалистической эпохи».
- 1940
  - Во Франции в городе Виши образовано правительство маршала Анри Филиппа Петена.
  - Начало авиационного сражения за Великобританию.
- 1941
  - Массовое убийство поляками евреев в белорусском местечке Едвабне (ныне Польша).
  - Начало Смоленского сражения в Великой Отечественной войне.
- 1947 — в Югославии основана фирма звукозаписи «Jugoton».
- 1949 — оползень, вызванный землетрясением, полностью уничтожил город Хаит (Таджикская ССР); все его жители погибли[8].
- 1950 — в Англии отменены военные ограничения на торговлю мылом.
- 1956 — палата лордов британского парламента наложила вето на закон об отмене смертной казни в Англии.
- 1958 — на автостоянках в Лондонском районе Мейфэр установлены счётчики.
- 1962 — запущен первый коммерческий спутник связи — «Телстар».
- 1964 — вышел в свет альбом группы The Beatles «A Hard Day’s Night», с которого началась массовая битломания.
- 1965
  - Ленинград награждён Золотой Звездой Героя (4-я награда города).
  - Первое место в хит-параде журнала «Billboard» заняла песня «(I Can’t Get No) Satisfaction» группы «The Rolling Stones» и удерживала его четыре недели. Мик Джаггер со товарищи был определённо удовлетворён, а песня так и осталась визитной карточкой группы. В 1999 году в авторитетном опросе, проведённом телеканалом VH1 среди деятелей музыкального бизнеса, эта песня была названа самым популярным рок-произведением XX века.
- 1968
  - Эрик Клэптон объявил о распаде группы «Cream». Прощальное турне группы завершится концертом в лондонском «Альберт-Холле» 26 ноября того же года.
  - Участники группы «The Nice» сожгли на сцене американский флаг. Выступления коллектива в «Royal Albert Hall» были запрещены.
- 1973 — провозглашена независимость Багам от Великобритании.
- 1974 — катастрофа Ту-154 под Каиром, погибли 6 человек.
- 1981 — в военно-морском флоте США офицерам запретили ношение бороды.
- 1984 — на пресс-конференции в Милане советский режиссёр Андрей Тарковский заявил, что остаётся на Западе.
- 1985
  - Катастрофа Ту-154 под Учкудуком. Погибли 200 человек — крупнейшая авиакатастрофа в истории советской авиации.
  - Французскими спецслужбами затоплен корабль «Rainbow Warrior», принадлежавший организации «Гринпис».
- 1991 — начало полномочий первого президента РФ Бориса Николаевича Ельцина.
- 1994 — Гран-при Великобритании. Начало[источник не указан 1607 дней] битвы Михаэля Шумахера за свой первый чемпионский титул.
- 1995 — Папа римский Иоанн Павел II в специальном послании женщинам признал, что католическая церковь на протяжении многих лет дискриминировала их.

### XXI век
- 2001
  - Московская городская дума запретила свистеть, петь и шуметь в столице по ночам.
  - Владимир Путин подписал закон "О внесении дополнений в Федеральный закон «Об использовании атомной энергии»[9], разрешающий ввоз в Россию отработанного ядерного топлива (ОЯТ) зарубежного производства.
- 2002 — Ватикан выступил с заявлением, что семь женщин-священников, возведённых в сан в Австрии месяц назад, должны признать всю нелепость этой церемонии. Церемонию проводил не признанный папским престолом аргентинский епископ Ромул Браши.
- 2011 — на Волге затонул теплоход «Булгария». Погибли 122 человека, спасено 79 человек[10].
- 2012 — Русская Википедия по решению сообщества была заблокирована на один день в знак протеста против Законопроекта № 89417-6, который предполагал введение цензуры в Рунете.
- 2016 — финал чемпионата Европы по футболу 2016: в Париже сборная Португалии в дополнительное время обыграла со счетом 1:0 сборную Франции.

## Родились
См. также: Категория:Родившиеся 10 июля

### До XIX века
- 1419 — Император Го-Ханадзоно (ум. 1471), 102-й император Японии (1428—1464), синтоистское божество.
- 1451 — Яков III (ум. 1488), король Шотландии (1460—1488), из династии Стюартов.
- 1509 — Жан Кальвин (ум. 1564), швейцарский богослов, религиозный реформатор, основатель кальвинизма.
- 1557 — Леандро Бассано (ум. 1622), венецианский художник.
- 1723 — Уильям Блэкстон (ум. 1780), английский политик, юрист, адвокат, философ, историк права.
- 1724 — Ева Экеблад (ум. 1786), шведский учёный, агроном и изобретатель, первая женщина, избранная в Шведскую королевскую академию наук.
- 1726 — Александр Кокоринов (ум. 1772), архитектор, первый директор Российской Академии художеств.
- 1737 — митрополит Платон (в миру Пётр Георгиевич Левшин; ум. 1812), российский придворный проповедник, член Святейшего синода, с 1787 г. митрополит Московский и Коломенский.
- 1765 — Пётр Багратион (ум. 1812), русский полководец, генерал от инфантерии, князь, герой Отечественной войны 1812 г.

### XIX век
- 1816 — граф Дмитрий Милютин (ум. 1912), русский военный историк, теоретик и реформатор, военный министр в 1861—1881 гг.
- 1830 — Камиль Жакоб Писсарро (ум. 1903), французский художник-импрессионист.
- 1835 — Генрик Венявский (ум. 1880), польский скрипач и композитор, автор полонезов и мазурок.
- 1848 — Анатолий Стессель (ум. 1915), русский генерал, комендант Порт-Артура, сдавший его в русско-японскую войну.
- 1851 — Фридрих Визер (ум. 1926), экономист, представитель австрийской школы в политической экономии.
- 1855 — Аграфена Крюкова (ум. 1921), русская народная сказительница, собирательница сказок и былин.
- 1856 — Никола Тесла (ум. 1943), сербско-американский физик, изобретатель в области электро- и радиотехники.
- 1863 — Сергей Толстой (ум. 1947), русский советский композитор, музыкальный этнограф, сын Л. Н. Толстого.
- 1866 — Сергей Воронов (ум. 1951), французский хирург русского происхождения, ксенотрансплантолог.
- 1869 — Кальман Кандо (ум. 1931), венгерский изобретатель синхронного преобразователя фаз.
- 1871 — Марсель Пруст (ум. 1922), французский писатель-новеллист, критик, философ.
- 1872 — Николай Шилов (ум. 1930), русский советский физико-химик.
- 1873 — Владимир Бонч-Бруевич (ум. 1955), российский революционер, советский государственный и партийный деятель, этнограф, историк, ближайший помощник В. И. Ленина.
- 1874 — Сергей Конёнков (ум. 1971), русский советский скульптор, художник, академик АХ СССР, народный художник СССР.
- 1882 — Анри Анспах (ум. 1979), бельгийский фехтовальщик еврейского происхождения, олимпийский чемпион.
- 1883 — Сэм Вуд (ум. 1949), американский кинорежиссёр и продюсер, обладатель премии «Оскар».
- 1888 — Джорджо де Кирико (ум. 1978), итальянский художник.
- 1889 — Николай Асеев (ум. 1963), русский советский поэт, переводчик, соавтор сценария фильма «Броненосец „Потёмкин“».
- 1890 — Вера Инбер (ум. 1972), русская советская поэтесса, прозаик, переводчица, журналистка.
- 1895 — Карл Орф (ум. 1982), немецкий композитор, музыкальный педагог.
- 1896 — Борис Городецкий (ум. 1974), советский историк литературы, пушкинист.

### XX век
- 1902
  - Курт Альдер (ум. 1958), немецкий химик-органик.
  - Николас Гильен (ум. 1989), кубинский поэт, антифашист, антимилитарист («Песни для солдат», «Испания», «Всё моё»).
  - Сергей Лемешев (ум. 1977), советский оперный певец (лирический тенор), режиссёр, педагог, народный артист СССР.
- 1905
  - Вольфрам Зиверс (казнён в 1948), один из руководителей расовой политики Третьего рейха, генеральный секретарь Аненербе.
  - Лев Кассиль (ум. 1970), советский писатель («Кондуит и Швамбрания», «Вратарь республики», «Дорогие мои мальчишки»).
- 1914 — Джо Шустер (ум. 1992), канадо-американский создатель комиксов, один из авторов Супермена.
- 1918 — Джеймс Олдридж (ум. 2015), английский писатель, журналист и общественный деятель австралийского происхождения.
- 1920
  - Владимир Балашов (ум. 1996), актёр театра и кино, заслуженный артист РСФСР.
  - Оуэн Чемберлен (ум. 2006), американский физик, один из создателей атомной бомбы, лауреат Нобелевской премии (1959).
- 1921 — Харви Болл (ум. 2001), американский художник, график, придумавший смайлик.
- 1928 — Бернар Бюффе (ум. 1999), французский художник-экспрессионист.
- 1931
  - Элис Манро (ум. 2024), канадская писательница, лауреат Нобелевской премии по литературе (2013) и Международной Букеровской премии (2009).
  - Альгимантас Масюлис (ум. 2008), литовский актёр театра и кино.
- 1939 — Валентина Пономарёва, советская и российская джазовая певица (меццо-сопрано), исполнительница романсов и цыганских песен.
- 1942
  - Ронни Джеймс Дио (ум. 2010), американский рок-музыкант, певец и автор песен, вокалист групп «Rainbow», «Black Sabbath» и лидер собственного проекта «Dio».
  - Пётр Климук, советский космонавт, дважды Герой Советского Союза.
- 1943 — Артур Эш (ум. 1993), американский теннисист.
- 1947 — Илья Олейников (ум. 2012), актёр, участник юмористической программы «Городок», народный артист России.
- 1951 — Александр Кавалеров (ум. 2014), советский и российский актёр театра и кино.
- 1953
  - Леонид Буряк, советский и украинский футболист и тренер.
  - Татьяна Веденеева, советская и российская телеведущая, актриса театра и кино, журналистка.
- 1954 — Нил Теннант, британский певец, вокалист дуэта «Pet Shop Boys».
- 1957 — Юрий Стоянов, актёр театра и кино, народный артист России.
- 1963 — Сергей Булыгин, советский и белорусский биатлонист, олимпийский чемпион (1984).
- 1968 — Хассиба Булмерка, алжирская бегунья на средние дистанции, олимпийская чемпионка 1992 года, двукратная чемпионка мира на дистанции 1500 метров.
- 1970
  - Джейсон Орандж, английский певец, гитарист, автор песен, актёр, бывший участник группы Take That.
  - Джон Симм, английский актёр.
- 1971 — Адам Фут, канадский хоккеист, олимпийский чемпион (2002).
- 1972
  - София Вергара, колумбийская актриса, модель, телеведущая.
  - Тило Вольфф, немецкий музыкант, основатель и лидер группы Lacrimosa.
- 1977 — Леван Кобиашвили, грузинский футболист, президент Грузинской футбольной федерации
- 1980 — Джессика Симпсон, американская певица, актриса, телеведущая и дизайнер.
- 1981 — Михаил Дегтярёв, российский государственный, политический и общественный деятель, губернатор Хабаровского края (2021—2024, врио 2020—2021), министр спорта Российской Федерации (с 2024).
- 1985 — Марио Гомес, немецкий футболист, призёр чемпионатов мира и Европы.
- 1986 — Андреас Палика, шведский гандболист, вратарь, чемпион Европы (2022).
- 1990 — Вероника Кристиансен, норвежская гандболистка, чемпионка мира, многократная чемпионка Европы.
- 1991 — Никита Кацалапов, российский фигурист, выступающий в танцах на льду, чемпион мира (2021), чемпион Европы (2020).
- 1994 — Седрик Гогуа, ивуарийский футболист.
- 1997 — Эбба Андерссон, шведская лыжница, многократная чемпионка мира.
- 2000 — Ян Цянь, китайская спортсменка, двукратная олимпийская чемпионка в стрельбе из винтовки.

## Скончались
См. также: Категория:Умершие 10 июля

### До XIX века
- 138 — Адриан (р. 76), римский император (117—138)
- 1086 — убит Кнуд IV Святой (р. ок. 1042), король Дании (1080—1086), святой покровитель этой страны.
- 1103 — Эрик I Добрый, король Дании (1095—1103), сын короля Свена II Эстридсена.
- 1559 — Генрих II (р. 1519), король Франции (1547—1559).
- 1561 — Рустем-паша (р.1500), великий визирь Османской империи (1544—1553 и 1555—1561).
- 1584 — Вильгельм I Оранский (р. 1533), первый штатгальтер Голландии (1579—1584), граф Нассауский и принц Оранский.
- 1590 — Карл II (р. 1540), австрийский эрцгерцог, правитель Внутренней Австрии (с 1564).
- 1621 — погиб Карл Бонавентура де Лонгваль, граф де Бюкуа (р. 1571), имперский полководец времён Тридцатилетней войны.
- 1631 — Констанция Австрийская (р. 1588), королева Польши (с 1605).

### XIX век
- 1806 — Джордж Стаббс (р. 1724), английский художник и учёный-биолог.
- 1839 — Фернандо Сор (р. 1778), испанский гитарист-виртуоз и композитор.
- 1851 — Луи Жак Манде Дагер (р. 1787), французский художник, один из создателей фотографии.
- 1858 — Огюст Монферран (р. 1786), французский и российский архитектор, автор Исаакиевского собора и Александровской колонны в Санкт-Петербурге.
- 1884
  - Карл Рихард Лепсиус (р. 1810), немецкий археолог и египтолог.
  - Пол Чарльз Морфи (р. 1837), американский шахматный гений.
- 1899 —великий князь Георгий Александрович (р. 1871), младший брат российского императора Николая II, председатель Русского астрономического общества.

### XX век
- 1901 — Васил Друмев (р. 1841), болгарский писатель, драматург и общественный деятель.
- 1910 — Иоганн Готтфрид Галле (р. 1812), немецкий астроном, обнаруживший планету Нептун.
- 1913 — Миколаш Алеш (р. 1852), чешский художник и иллюстратор.
- 1920 — Джон Фишер (р. 1841), английский адмирал, барон, первый морской лорд.
- 1915 — Важа-Пшавела (р. 1861), грузинский писатель и поэт.
- 1927 — Луиза Аббема (р. 1853), французская художница, скульптор и дизайнер.
- 1941 — Джелли Ролл Мортон (р. 1890), американский джазовый пианист, певец, руководитель оркестра.
- 1966 — Мальвина Хоффман[англ.] (р. 1887), американский скульптор, автор скульптур русских балерин.
- 1968 — Владимир Соловьёв (р. 1909), актёр театра и кино, народный артист РСФСР.
- 1969 — Богумил Кобеля (р. 1931), польский актёр театра и кино.
- 1970 — Павел Волков (р. 1897), советский актёр театра и кино.
- 1981 — Сергей Аничков (р. 1892), советский фармаколог, академик АМН СССР.
- 1983 — Вернер Эгк (р. 1901), немецкий композитор, дирижёр и педагог.
- 1984 — Владимир Энгельгардт (р. 1894), советский биохимик, академик, Герой Социалистического Труда.
- 1986 — Ле Зуан (р. 1907), государственный и политический деятель Социалистической Республики Вьетнам.
- 1987 — Джон Хэммонд (р. 1910), американский музыкальный продюсер, музыкант и критик.
- 1989 — Мел Бланк (р. 1908), американский актёр озвучивания, комедиант.
- 1995 — Вячеслав Ковтуненко (р. 1921), советский и российский конструктор, создатель космических аппаратов «Венера», «Фобос», «Вега».
- 2000 — Владимир Юкин (р. 1920), один из крупнейших советских живописцев, народный художник России.

### XXI век
- 2001 — Василий Левашов (р. 1924), участник подпольной организации «Молодая гвардия».
- 2006 — погиб Шамиль Басаев (р. 1965), лидер чеченских террористов-исламистов.
- 2009 — Павел Смеян (р. 1957), советский и российский рок-музыкант, композитор, актёр театра и кино.
- 2011 — Ролан Пети (р. 1924), французский хореограф и танцор.
- 2015 — Омар Шариф (р. 1932), египетский актёр, двукратный обладатель премии «Золотой глобус».
- 2016 — Анатолий Исаев (р. 1932), советский футболист, тренер. Чемпион Олимпийских игр (1956).
- 2020
  - Отар Джапаридзе (р. 1921), крупнейший советский и грузинский учёный-историк, археолог, академик Академии наук Грузии.
  - Владислав Смирнов (р. 1929), крупнейший советский и российский историк, специалист по истории Франции.
  - Ольга Ташш (р. 1929), венгерская гимнастка, олимпийская чемпионка (1956).
  - Джек Чарльтон (р. 1935), английский футболист и тренер, чемпион мира (1966).
  - Милош Якеш (р. 1922), чехословацкий коммунистический политик и государственный деятель, генеральный секретарь ЦК Компартии Чехословакии (1987—1989).
- 2024
  - Вадим Туманов (р. 1927), советский и российский предприниматель, золотопромышленник, мемуарист.
  - Джозеф Энгл (р. 1932), американский астронавт НАСА.

## Приметы
- Самсон-сеногной. Самсон Сеночный.
- Если на день святого Самсона будет дождь, то всё лето будет мокрое до бабьего лета. Мокро будет семь недель[11].